# Cecidostiba geganius
Cecidostiba geganius är en stekelart som först beskrevs av Walker 1848.  Cecidostiba geganius ingår i släktet Cecidostiba och familjen puppglanssteklar. Inga underarter finns listade.